# أرجوان عصام
أرجوان عصام الدين محمد السيد لاعبة كرة قدم سودانية تلعب حالياً مع نادي الهلال الذي ينافس في الدوري السوداني للسيدات، وكذلك مع منتخب السودان لكرة القدم للسيدات.

## حياتها
وُلدت أرجوان في الخرطوم وبدأت لعب كرة القدم في سن مبكرة مع أخيها.

## مسيرتها
بجانب دراستها لطب الأسنان في جامعة ابن سينا، بدأت أرجوان احتراف كرة القدم مع نادي التحدي الذي يُعتبر من أقوى الأندية النسوية لكرة القدم في السودان، وحققت برفقته لقب الدوري السوداني للسيدات موسم 2022.
تعتبر أرجوان أن اللاعبة الأمريكية أليكس مورغان الفائزة بكأس العالم للسيدات 2015 و2019 هي مثلها الأعلى.